# Birstall (Leicestershire)
Birstall – wieś w Anglii, w hrabstwie Leicestershire, w dystrykcie Charnwood. Leży 5 km na północ od miasta Leicester i 147 km na północny zachód od Londynu. W 2004 miejscowość liczyła 11 480 mieszkańców.

## History
Nazwa Birstal pochodzi od staroangielskiego słowa Burhsteall oznaczającego "stary porzucony fort".

## Współpraca
Miejscowość partnerska:
- Rixensart, Belgia